# 博士（数学）
博士（数学）（はくし すうがく）は、日本の博士の学位であり、数学に関する専攻分野を修めることによって、1991年以降に日本の大学で授与されるものである。
1991年以前の日本では授与されておらず（「数学博士」という学位の種類は日本では規定されていない）、数学を修めた者には理学博士が授与されていた。
英語圏においては、各国による学位制度に違いがあるものの、Doctor of Philosophy in Mathematics (Ph.D. in Mathematics) が、博士（数学）に相当する。

## 授与大学
2008年現在で、以下の大学が「博士（数学）」 を授与している。
- 筑波大学
- 京都産業大学

類似する学位として、たとえば東京大学は「博士（数理科学）」を授与している。